# Cresta Run

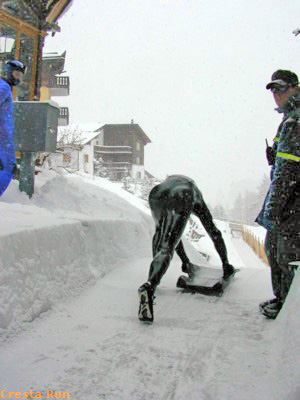
Le Cresta Run

Cresta Run est une piste en glace naturelle de 1212,5 m (ou trois-quarts d'un mille de long) située dans la ville suisse de Saint-Moritz et utilisée pour le skeleton. C'est également la piste qui est à l'origine du skeleton. Contrairement aux athlètes du skeleton, ceux qui pratiquent le Cresta freinent en utilisant des chaussures spéciales.
La piste fut construite en 1884 par le commandant Bulpetts - qui fonda plus tard le St Moritz Tobogganing Club (SMTC) - avec l'aide des habitants du hameau de Cresta, partie de la commune de Celerina/Schlarigna. Il fait aujourd'hui partie d'un partenariat avec Saint-Moritz depuis 1887, l'année de la création du SMTC.
Le tobogganing sur piste de glace y trouve ses origines pendant les hivers des années 1870, lors des activités de sport d'hiver de l'Hôtel Kulm. Le style de tobogganing tête en avant était connu sous le nom de Cresta racing. Toutefois, le style de tobogganing qui prédominait était encore celui où l'on est sur le dos, pieds en avant. L'invention du toboggan flexible (le Flexible Flyer, plus communément appelé the American) en 1887 mena un M. Cornish à faire du toboggan tête en avant dans la compétition Grand National de la même année. Il termina en quatorzième place à cause de glissades erratiques, mais il établit une mode : en 1890 tous les participants au Grand National faisaient du toboggan tête en avant.

## Histoire du sport
Le Cresta Run et le SMTC furent tous les deux fondés par des amoureux du tobogganing tête en avant et non pieds devant (ce dernier étant appelé luge ; la position permet des vitesses plus élevées). Les deux méthodes sont toutefois très rapides, à environ 39 m/s. Les deux devinrent populaires lors de l'invention, dans les années 1870 par des Britanniques séjournant à l'hôtel Kulm, de toboggans dont la direction pouvait être facilement changée. Les premiers de ces toboggans modifiés furent assez primitifs, les Britanniques se rencontrant dans les rues de Saint-Moritz pour y jouer, en mettant en danger leurs vies et celles des passants. Ceci impulsa de nouvelles modifications aux toboggans pour permettre des manœuvres plus précises dans les rues sinueuses de la ville. Ceci permit aussi des vitesses plus hautes sur les pistes. Les habitants de la ville commencèrent à se plaindre de ces interruptions de leur vie quotidienne hivernale. Le propriétaire de l'hôtel Kulm, Caspar Badrutt, décida donc de construire la première piste en glace naturelle pour sa clientèle, en partie pour ne pas perdre des clients pendant les longs hivers, n'y ayant presque rien à faire, mais aussi pour protéger ses clients des toboggans dans les rues de la ville.
Sur ces pistes, généralement un long tube coupé dans le sens de la longueur et en forme de U, si la personne faisant de la luge ou du skeleton ne contrôle pas ses mouvements dans les courbes, elle risque de sortir de la piste à une très grande vitesse. La vitesse maximum en luge est d'environ 140 km/h, et de 130 km/h en skeleton, moins aérodynamique. Les deux attirent pour des raisons différentes, la position moins facile de la luge permet des vitesses plus élevées.

## La piste et le club
La Cresta Run a deux points de départ, près de l'église catholique Saint Maurice (pour une descente de 1 214 mètres avec 157 mètres de dénivelée) ou dans le Cresta Clubhouse, ce qui réduit la descente d'un quart. La pente varie entre 0,85 à 2,65 mètres.
La piste de Cresta ne s'utilise plus pour le bobsleigh, comme c'était le cas lors de sa création. La plupart de la piste se trouve dans un ravin, elle est recréée chaque hiver en utilisant la pierre du ravin et de la terre mise contre la structure en bois de la piste elle-même, sur lequel on met de la neige et de la glace. La piste est entretenue par un club militaire britannique qui en est propriétaire, le St Moritz Tobogganing Club, généralement appelée The Cresta Club. L'exclusion des femmes est toujours en vigueur depuis 1929, après les accidents graves de quelques femmes membres. Elles avaient déjà été bannies des compétitions depuis quelques années. En 1895, plusieurs expériences furent faites par des femmes sur des toboggans modifiés et dans différentes positions ; elles étaient limitées à la partie inférieure de la piste.
La piste a deux entrées, appelées top (haut) et junction (bifurcation), et deux parties appelées upper et lower (ou bottom). L'entrée au junction est en face du siège du SMTC, à environ un tiers de la longueur de la piste. La sortie est tout simplement appelée finish ; étant donné que la vitesse moyenne est de 80 km/h, les joueurs y arrivent à environ 130 km/h.
Le upper se termine à la bifurcation ; Il est interdit auxdébutants d'aller au upper jusqu'à l'obtention d'un examen. Il y a dix courbes qui ont toutes un nom, et une section plutôt facile nommée pour la courbe la plus proche, shuttlecock (volant en anglais). Selon le club, ceux qui échouent à cette courbe (the Fallers, littéralement "ceux qui tombent") deviennent membres du Shuttlecock Club et ont le droit de porter une cravate spéciale.
Le but principal du club, fort de 1 300 membres, est « ...d'organiser des compétitions, pratiquer sur la Cresta Run et encourager la pratique du tobogganing en général ». Le club n'est pas élitiste. Malgré ses origines et ses membres privilégiés, il est complètement amateur. Il y a beaucoup d'autres pistes de luge et de bobsleigh dans le monde, mais Cresta est la seule à se consacrer au skeleton. Il se déclare l'un des derniers bastions du sport amateur dans le monde.
Comme beaucoup de clubs, les membres sont choisis sur une liste de personnes présélectionnées, appelée la Supplementary List. La piste est ouverte à tous ceux qui remplissent les trois critères pour être sur cette liste, et n'ont pas besoin d'être Anglais. Il y a beaucoup de traditions, et même une boisson alcoolisée, le Bullshot. Le club tient plus de trente compétitions par an, qui débutent généralement un peu avant Noël et se terminent fin février. Chaque année la piste est ouverte aussitôt que la météo y est favorable.

### Membres célèbres
- Nino Bibbia ( Italie)
- Jack Heaton ( États-Unis)
- Billy Fiske ( États-Unis)
- Franco Gansser ( Suisse)
- Lord Clifton Wrottesley ( Irlande)
- Jean-Noël Prade ( France)
- Marc M.K. Fischer ( Suisse)